# Royal Uccle Sport
Royal Uccle Sport ist ein Sportverein aus der südlich von Brüssel gelegenen Stadt Ukkel. Der 1901 gegründete Club spielt in den Farben Blau und Weiß. Heute besteht nur noch die Tennis- und Hockeyabteilungen. Die Fußballer, die einige Jahre erstklassig waren, fusionierten 1990 mit der Fußballabteilung vom Royal Léopold Club zum Royal Uccle Léopold FC.

## Fußball
Vier Jahre nach der Gründung wurde der Verein 1905 in die Union Belge des Sociétés de Sports Athlétiques aufgenommen und erhielt die Stammnummer 15. 1909 stieg der Club in die zweite Liga auf, wo er zwei Saisons verblieb. 1912 stieg Uccle wieder in die 2. Liga auf, wo in der Saison 1913/1914 die Meisterschaft und der Aufstieg in die höchste belgische Liga, der Ersten Division, erreicht wurde. Aufgrund des Ersten Weltkrieges kam es erst zur Saison 1919/1920 zu den ersten Erstligapartien. Nach zwei Spielzeiten ging es wieder in die zweite Liga, wo in der Saison 1921/22 der sofortige Wiederaufstieg gelang. Doch nach nur einem Jahr folgte wiederum der Gang in die Zweitklassigkeit. 1926 erhielt Uccle Sport das Privileg sich Royal nennen zu dürfen. 1947 stieg der Verein letztmals für ein einjähriges Intermezzo in die 1. Liga auf. Bis 1958 hielt sich der Club bis auf ein Jahr in der zweiten Liga, 1965 erfolgte der Abstieg in die 4. Liga. 1972 verschwand Uccle in die Niederungen der Provinzialligen.

## Hockey und Tennis
| Europapokalbilanz Herren Feld |                    |        |       |             |
| Jahr                          | Wettbewerb         | Niveau | Platz | Ort         |
| 1976                          | Club Champions Cup | 1      | 2     | Amsterdam   |
| 1977                          | Club Champions Cup | 1      | 2     | London      |
| 1978                          | Club Champions Cup | 1      | 6     | Barcelona   |
| 1979                          | Club Champions Cup | 1      | 7     | Den Haag    |
| 1981                          | Club Champions Cup | 1      | 6     | Brüssel     |
| 1982                          | Club Champions Cup | 1      | 6     | Versailles  |
| 1983                          | Club Champions Cup | 1      | 5     | Den Haag    |
| 1984                          | Club Champions Cup | 1      | 2     | Terrassa    |
| 1985                          | Club Champions Cup | 1      | 5     | Frankenthal |
| 1986                          | Club Champions Cup | 1      | 5     | Utrecht     |
| 1988                          | Club Champions Cup | 1      | 8     | Bloemendaal |

Im Jahre 1907 errichtete Uccle Sport vier Tennisplätze. 1930 wurde für Sportausübung in den Wintermonaten begonnen, Hockey zu spielen. Noch vor dem Zweiten Weltkrieg machten sich die Tennis- und Hockeyspieler selbständig und verfügten zu der Zeit über sechs Tennisplätze und zwei Hockeyfelder. Zum Maskottchen entwickelte sich eine auf dem Schornstein der benachbarten Brauerei Merlo in Form einer Amsel befindlichen Wetterfahne. Als der Schornstein abgerissen wurde, erwarb der Club die Wetterfahne, die seitdem in der Nähe des Clubeingangs aufgestellt ist.
1952 trat der Energeia TC dem Verein bei, da er seine Anlage in der Nähe der Avenue Brugmann aufgeben musste. Bis Anfang der 1970er wuchs die Clubanlage auf fünf Hockeyfelder und zwölf Tennisplätze. 1985 wurde der erste Hockeykunstrasenplatz eingeweiht. Ein zweiter Kunstrasen folgte 2004.
Royal Uccle Sport ist neben dem Royal Léopold Club (1975 0:1 gegen SC Frankfurt 1880) der einzige belgische Hockeyverein der Endspiele um den Europacup erreichte. Dabei scheiterten die Herren im Club Champions Cup 1976 gegen Southgate HC 2:3, 1977 wieder gegen Southgate 1:4 und 1984 gegen die TG Frankenthal 2:3.
Die Damen unterlagen ebenfalls im Club Champions Cup 1974 dem Harvestehuder THC 0:1 und 1979 dem Amsterdamer H&BC 1:3.
Sowohl die Damen, die belgischer Rekordmeister sind, als auch die Herren spielen in der Saison 2011/2012 in der Eredivisie, der höchsten nationalen Spielklasse.

### Erfolge Herrenhockey
- Belgischer Meister: 1964, 1965, 1975, 1976, 1977, 1978, 1980, 1981, 1982, 1983, 1984, 1985, 1987
- Belgischer Pokalsieger: 1958, 1961, 1972, 1974, 1980, 1981, 1984, 1986, 1987, 2007, 2008

### Erfolge Damenhockey
- Belgischer Meister: 1966, 1967, 1968, 1969, 1970, 1971, 1972, 1973, 1974, 1975, 1976, 1977, 1978, 1979, 1980, 1981, 1982, 1983, 1984, 1985, 1986, 1989, 2009
- Belgischer Pokalsieger: 1963, 1972, 1973, 1974, 1975, 1980, 1981, 1982, 1983, 1984, 1985, 1988, 1999, 2007, 2008, 2009